# Thế vận hội Người khuyết tật Mùa hè 2020
Thế vận hội Người khuyết tật Mùa hè 2020 (Nhật: 2020年夏季パラリンピック会 Hepburn: 2020-Nen Kaki Pararinpikku) là một sự kiện thể thao đa môn quốc tế dành cho người khuyết tật được tổ chức từ ngày 24 tháng 8 đến ngày 5 tháng 9 năm 2021 ở Tokyo, Nhật Bản. Ban đầu được dự kiến diễn ra từ ngày 25 tháng 8 đến ngày 5 tháng 9 năm 2020, sự kiện này đã bị hoãn lại vào tháng 3 năm 2020 do ảnh hưởng của Đại dịch COVID-19. Mặc dù được dời lại vào năm 2021, sự kiện này vẫn giữ tên Tokyo 2020 nhằm mục đích tiếp thị và xây dựng thương hiệu. Đây là lần đầu tiên Thế vận hội bị hoãn và lên lịch lại, thay vì hủy bỏ. Đây sẽ là lần thứ hai Tokyo đăng cai tổ chức Paralympic, sau lần đầu tiên tổ chức vào năm 1964.
Thế vận hội lần này là lần đầu tiên cầu lông và Taekwondo được đưa vào chương trình thi đấu Paralympic, thay thế cho thuyền buồm và bóng đá 7 người.

## Đấu thầu
Sau vòng bỏ phiếu thứ hai, Olympic 2020 và Paralympic 2020 đã được trao cho Tokyo tại Kỳ họp IOC lần thứ 125.
| Bầu cử thành phố chủ nhà Thế vận hội Mùa hè 2020 | Bầu cử thành phố chủ nhà Thế vận hội Mùa hè 2020 | Bầu cử thành phố chủ nhà Thế vận hội Mùa hè 2020 | Bầu cử thành phố chủ nhà Thế vận hội Mùa hè 2020 | Bầu cử thành phố chủ nhà Thế vận hội Mùa hè 2020 | Bầu cử thành phố chủ nhà Thế vận hội Mùa hè 2020 |
| ------------------------------------------------ | ------------------------------------------------ | ------------------------------------------------ | ------------------------------------------------ | ------------------------------------------------ | ------------------------------------------------ |
| Thành phố                                        | Tên NOC                                          | Vòng 1                                           | Vòng phụ                                         | Vòng 2                                           |                                                  |
| Tokyo                                            | Nhật Bản                                         | 42                                               | —                                                | 60                                               |                                                  |
| Istanbul                                         | Thổ Nhĩ Kỳ                                       | 26                                               | 49                                               | 36                                               |                                                  |
| Madrid                                           | Tây Ban Nha                                      | 26                                               | 45                                               | —                                                |                                                  |

## Lịch thi đấu
Lịch trình ban đầu là từ ngày 25 tháng 8 đến ngày 10 tháng 9 năm 2020. Vì hoãn Thế vận hội dành cho người khuyết tật đến năm 2021, tất cả các sự kiện đã bị trì hoãn 364 ngày (một ngày ít hơn một năm để giữ nguyên các ngày trong tuần), đưa ra lịch trình mới là 24 Tháng 8 đến ngày 5 tháng 9 năm 2021.
Dưới đây là lịch thi đấu theo giờ tiêu chuẩn Nhật Bản (UTC+9)
| OC | Khai mạc | ● | Nội dung | 1 | Chung kết | CC | Bế mạc |

| Tháng 8/9 2021                  | Tháng 8/9 2021                  | Th3 24 | Th4 25 | Th5 26 | Th6 27 | Th7 28 | CN 29 | Th2 30 | Th3 31 | Th4 1 | Th5 2 | Th6 3 | Th7 4 | CN 5 | Nội dung         |
| ------------------------------- | ------------------------------- | ------ | ------ | ------ | ------ | ------ | ----- | ------ | ------ | ----- | ----- | ----- | ----- | ---- | ---------------- |
| Nghi lễ                         | Nghi lễ                         | OC     |        |        |        |        |       |        |        |       |       |       |       | CC   | —                |
| Bắn cung                        | Bắn cung                        |        |        |        | ●      | 1      | 1     | 2      | 2      |       | 1     | 1     | 1     |      | 9                |
| Điền kinh                       | Điền kinh                       |        |        |        | 13     | 16     | 19    | 16     | 21     | 17    | 18    | 17    | 25    | 5    | 167              |
| Cầu lông                        | Cầu lông                        |        |        |        |        |        |       |        |        | ●     | ●     | ●     | 7     | 7    | 14               |
| Boccia                          | Boccia                          |        |        |        |        | ●      | ●     | ●      | ●      | 4     | ●     | ●     | 3     |      | 7                |
| Xe đạp                          | Xe đạp đường trường             |        |        |        |        |        |       |        | 19     | 6     | 5     | 4     |       |      | 51               |
| Xe đạp                          | Xe đạp lòng chảo                |        | 4      | 5      | 5      | 3      |       |        |        |       |       |       |       |      | 51               |
| Đua ngựa                        | Đua ngựa                        |        |        | 3      | 2      | ●      | 1     | 5      |        |       |       |       |       |      | 11               |
| Bóng đá 5 người                 | Bóng đá 5 người                 |        |        |        |        |        | ●     | ●      | ●      |       | ●     |       | 1     |      | 1                |
| Goalball                        | Goalball                        |        | ●      | ●      | ●      | ●      | ●     | ●      | ●      | ●     | ●     | 2     |       |      | 2                |
| Judo                            | Judo                            |        |        |        | 4      | 4      | 5     |        |        |       |       |       |       |      | 13               |
| Canoe dành cho người khuyết tật | Canoe dành cho người khuyết tật |        |        |        |        |        |       |        |        |       | ●     | 4     | 5     |      | 9                |
| 3 môn phối hợp người khuyết tật | 3 môn phối hợp người khuyết tật |        |        |        |        | 4      | 4     |        |        |       |       |       |       |      | 8                |
| Cử tạ                           | Cử tạ                           |        |        | 4      | 4      | 4      | 4     | 4      |        |       |       |       |       |      | 20               |
| Chèo thuyền                     | Chèo thuyền                     |        |        |        | ●      | ●      | 4     |        |        |       |       |       |       |      | 4                |
| Bắn súng                        | Bắn súng                        |        |        |        |        |        |       | 3      | 2      | 2     | 1     | 2     | 2     | 1    | 13               |
| Bóng chuyền ngồi                | Bóng chuyền ngồi                |        |        |        | ●      | ●      | ●     | ●      | ●      | ●     | ●     | ●     | 1     | 1    | 2                |
| Bơi                             | Bơi                             |        | 16     | 14     | 14     | 14     | 13    | 15     | 14     | 15    | 15    | 16    |       |      | 146              |
| Bóng bàn                        | Bóng bàn                        |        | ●      | ●      | ●      | 5      | 8     | 8      | ●      | ●     | 5     | 5     |       |      | 31               |
| Taekwondo                       | Taekwondo                       |        |        |        |        |        |       |        |        |       | 2     | 2     | 2     |      | 6                |
| Bóng rổ xe lăn                  | Bóng rổ xe lăn                  |        | ●      | ●      | ●      | ●      | ●     | ●      | ●      | ●     | ●     | ●     | 1     | 1    | 2                |
| Đấu kiếm xe lăn                 | Đấu kiếm xe lăn                 |        | 4      | 4      | 2      | 4      | 2     |        |        |       |       |       |       |      | 16               |
| Bóng bầu dục xe lăn             | Bóng bầu dục xe lăn             |        | ●      | ●      | ●      | ●      | 1     |        |        |       |       |       |       |      | 1                |
| Quần vợt xe lăn                 | Quần vợt xe lăn                 |        |        |        | ●      | ●      | ●     | ●      | ●      | 1     | 1     | 2     | 2     |      | 6                |
| Nội dung huy chương hàng ngày   | Nội dung huy chương hàng ngày   |        | 24     | 30     | 44     | 55     | 62    | 53     | 58     | 45    | 48    | 55    | 50    | 15   | 539              |
| Tổng số tích lũy                | Tổng số tích lũy                |        | 24     | 54     | 98     | 153    | 215   | 268    | 326    | 371   | 419   | 474   | 524   | 539  | 539              |
| Tháng 8/9 2021                  | Tháng 8/9 2021                  | Th3 24 | Th4 25 | Th5 26 | Th6 27 | Th7 28 | CN 29 | Th2 30 | Th3 31 | Th4 1 | Th5 2 | Th6 3 | Th7 4 | CN 5 | Tổng số nội dung |

## Ủy ban Paralympic tham dự
Vào ngày 9 tháng 12 năm 2019, Cơ quan Chống Doping Thế giới (WADA) đã cấm Nga tham gia tất cả các môn thể thao quốc tế trong thời hạn 4 năm, sau khi chính phủ Nga bị phát hiện đã giả mạo dữ liệu phòng thí nghiệm mà họ cung cấp cho WADA vào tháng 1 năm 2019 như một điều kiện, Cơ quan chống doping Nga đang được phục hồi. Do lệnh cấm, WADA sẽ cho phép các vận động viên Nga được phép tham gia Paralympics mùa hè 2020 dưới một biểu ngữ trung lập, như được kích động tại Paralympics mùa đông 2018, nhưng họ sẽ không được phép thi đấu các môn thể thao đồng đội. Vào ngày 26 tháng 4 năm 2021, các vận động viên Nga đã được xác nhận sẽ đại diện cho Ủy ban Paralympic Nga, với tên viết tắt là 'RPC'.
Bhutan và Guyana sẽ xuất hiện lần đầu tại Thế vận hội Paralympic trong khi Quần đảo Solomon sẽ xuất hiện lần thứ hai sau khi bỏ lỡ Paralympic Mùa hè 2016.
| Các quốc gia tham dự |
| --- |
| - Algérie (57) - Angola (2) - Argentina (57) - Armenia (1) - Aruba (1) - Úc (180) - Áo (25) - Azerbaijan (36) - Bahrain (2) - Barbados (1) - Belarus (19) - Bỉ (34) - Bénin (2) - Bermuda (1) - Bhutan (3) - Bosna và Hercegovina (16) - Botswana (2) - Brasil (258) - Brunei (2) - Bulgaria (4) - Burkina Faso (2) - Burundi (2) - Campuchia (1) - Cameroon (3) - Canada (130) - Cabo Verde (2) - Trung Phi (1) - Chile (19) - Trung Quốc (255) - Đài Bắc Trung Hoa (10) - Colombia (66) - Costa Rica (9) - Croatia (22) - Cuba (17) - Síp (3) - Cộng hòa Séc (29) - Cộng hòa Dân chủ Congo (2) - Đan Mạch (25) - Cộng hòa Dominica (5) - Ecuador (8) - Ai Cập (49) - El Salvador (3) - Estonia (5) - Ethiopia (3) - Quần đảo Faroe (1) - Fiji (2) - Phần Lan (17) - Pháp (143) - Gabon (2) - Gambia (2) - Gruzia (14) - Đức (137) - Ghana (3) - Anh Quốc (221) - Hy Lạp (46) - Grenada (2) - Guatemala (2) - Guinée (2) - Guiné-Bissau (2) - Guyana (1) - Haiti (1) - Honduras (1) - Hồng Kông (24) - Hungary (39) - Iceland (6) - Ấn Độ (54) - Indonesia (23) - Iran (63) - Iraq (19) - Ireland (31) - Israel (33) - Ý (113) - Bờ Biển Ngà (3) - Jamaica (4) - Nhật Bản (260) (chủ nhà) - Jordan (10) - Kazakhstan (25) - Kenya (9) - Kuwait (3) - Kyrgyzstan (2) - Lào (1) - Latvia (7) - Liban (1) - Lesotho (1) - Liberia (2) - Libya (2) - Litva (11) - Luxembourg (1) - Madagascar (1) - Malawi (1) - Malaysia (22) - Maldives (2) - Mali (2) - Malta (2) - Mauritius (4) - México (60) - Moldova (6) - Mông Cổ (4) - Montenegro (5) - Maroc (34) - Mozambique (2) - Namibia (3) - Nepal (1) - Hà Lan (74) - New Zealand (32) - Nicaragua (2) - Niger (2) - Nigeria (22) - Bắc Macedonia (1) - Na Uy (15) - Oman (3) - Pakistan (2) - Palestine (2) - Panama (3) - Papua New Guinea (2) - Paraguay (2) - Perú (11) - Philippines (6) - Ba Lan (93) - Bồ Đào Nha (34) - Puerto Rico (3) - Qatar (2) - Đội tuyển Paralympic người tị nạn (6) - Cộng hòa Congo (2) - România (9) - Ủy ban Paralympic Nga (246)‍ - Rwanda (14) - Saint Vincent và Grenadines (1) - São Tomé và Príncipe (1) - Ả Rập Xê Út (7) - Sénégal (3) - Serbia (20) - Sierra Leone (2) - Singapore (11) - Slovakia (28) - Slovenia (7) - Quần đảo Solomon (3) - Somalia (1) - Nam Phi (34) - Hàn Quốc (86) - Tây Ban Nha (134) - Sri Lanka (9) - Thụy Điển (29) - Thụy Sĩ (21) - Syria (3) - Tajikistan (1) - Tanzania (2) - Thái Lan (74) - Togo (1) - Tunisia (25) - Thổ Nhĩ Kỳ (87) - Uganda (4) - Ukraina (138) - UAE (12) - Hoa Kỳ (242) - Uruguay (2) - Uzbekistan (47) - Venezuela (27) - Quần đảo Virgin thuộc Mỹ (1) - Yemen (2) - Zambia (1) - Zimbabwe (2) - Việt Nam (7) |

## Bảng tổng sắp huy chương
| Hạng                | NPC                   | Vàng | Bạc | Đồng | Tổng số |
| ------------------- | --------------------- | ---- | --- | ---- | ------- |
| 1                   | Trung Quốc            | 96   | 60  | 51   | 207     |
| 2                   | Anh Quốc              | 41   | 38  | 45   | 124     |
| 3                   | Hoa Kỳ                | 37   | 36  | 31   | 104     |
| 4                   | Ủy ban Paralympic Nga | 36   | 33  | 49   | 118     |
| 5                   | Hà Lan                | 25   | 17  | 17   | 59      |
| 6                   | Ukraina               | 24   | 47  | 27   | 98      |
| 7                   | Brasil                | 22   | 20  | 30   | 72      |
| 8                   | Úc                    | 21   | 29  | 30   | 80      |
| 9                   | Ý                     | 14   | 29  | 26   | 69      |
| 10                  | Azerbaijan            | 14   | 1   | 4    | 19      |
| 11–86               | Các nước còn lại      | 209  | 230 | 279  | 718     |
| Tổng số (86 đơn vị) | Tổng số (86 đơn vị)   | 539  | 540 | 589  | 1668    |

### Podium sweeps
Bảng sau thống kê các quốc gia có cả 3 vận động viên giành huy chương vàng, bạc, đồng trong một nội dung thi đấu.
| Ngày       | Môn       | Nội dung                | Quốc gia   | Vàng           | Bạc             | Đồng               | T.k   |
| ---------- | --------- | ----------------------- | ---------- | -------------- | --------------- | ------------------ | ----- |
| 27 tháng 8 | Bơi       | 50 mét bơi bướm nam S5  | Trung Quốc | Zheng Tao      | Wang Lichao     | Yuan Weiyi         | [ 4 ] |
| 28 tháng 8 | Bơi       | 100 mét bơi ngửa nữ S11 | Trung Quốc | Cai Liwen      | Wang Xinyi      | Li Guizhi          | [ 5 ] |
| 30 tháng 8 | Bơi       | 50 mét bơi ngửa nam S5  | Trung Quốc | Zheng Tao      | Ruan Jingsong   | Wang Lichao        | [ 6 ] |
| 1 tháng 9  | Bơi       | 50 mét bơi tự do nam S5 | Trung Quốc | Zheng Tao      | Yuan Weiyi      | Wang Lichao        | [ 7 ] |
| 4 tháng 9  | Điền kinh | 100 mét nữ T63          | Ý          | Ambra Sabatini | Martina Caironi | Monica Contrafatto | [ 8 ] |

## Tiếp thị

### Biểu trưng
Biểu trưng chính thức cho Thế vận hội và Thế vận hội Người khuyết tật 2020 đã được khánh thành vào ngày 25 tháng 4 năm 2016; được thiết kế bởi Tokolo Asao, người đã giành chiến thắng trong một cuộc thi thiết kế trên toàn quốc, nó có dạng một chiếc quạt tay. Thiết kế này có nghĩa là "thể hiện một sự sang trọng và tinh tế làm nổi bật Nhật Bản". Thiết kế đã thay thế một biểu trưng trước đó đã bị loại bỏ do các cáo buộc rằng nó ăn cắp biểu trưng của Théâtre de Liège ở Bỉ.

### Linh vật
Danh sách sơ bộ các linh vật cho Thế vận hội Tokyo đã được công bố vào ngày 7 tháng 12 năm 2017 và chiến thắng được công bố vào ngày 28 tháng 2 năm 2018. Cặp đôi A do Ryo Taniguchi vẽ đã nhận được nhiều phiếu nhất (109.041 phiếu) và được công bố là người chiến thắng, đánh bại cặp B của Kana Yano (61.423 phiếu) và cặp C của Sanae Akimoto (35.291 phiếu). Someity là một nhân vật có hoa văn chi màu hồng lấy cảm hứng từ biểu trưng chính thức của Thế vận hội, cũng như hoa anh đào. Nó có  khả năng bình tĩnh nhưng mạnh mẽ,cũng như yêu thiên nhiên, và nói với gió. Miraitowa và Someity đều được Ban tổ chức đặt tên vào ngày 22 tháng 7 năm 2018.

## Phát sóng
Mạng truyền hình NHK sẽ phát sóng các môn thi đấu cho người dân Nhật Bản. TVNZ sẽ phủ sóng New Zealand.
NBCUniversal sẽ dành một phần của chương trình cho sự kiện này để gửi tới người dân Hoa Kỳ.  Tại Anh, đài Channel 4 sẽ thực hiện việc phát sóng, dành hơn 300 giờ truyền hình trực tiếp.
Tại Brasil, việc phủ sóng sẽ được thực hiện độc quyền bởi các kênh SportTV cùng với Globoplay, trong khi TV Globo sẽ chỉ phát sóng trận bán kết và chung kết của Brazil, ngoài các video trực tiếp của sự kiện trên các bản tin truyền hình và chương trình buổi sáng, bao gồm cả các nghi lễ.
Tại Chile, Ủy ban Paralympic nước này thông báo Thế vận hội Paralympic Tokyo 2020 sẽ được phát sóng trên TVN.
Tại đa số các quốc gia còn lại, Ủy ban Paralympic Quốc tế sẽ phát trực tiếp các sự kiện trên YouTube.